# Политический симулятор
Политический симулятор (англ. political simulation) или симулятор правительства (англ. government simulation) — жанр игр или компьютерных игр, которые симулируют правительство и политику некоторой страны или какой-то её части. В этих играх может присутствовать геополитическая составляющая (в том числе формирование и проведение внешней политики), создание внутренних политических правил или проведение политических кампаний.
Игры в этом жанре отличаются от варгеймов сниженной ролью от военных или экшн-элементов или представление их в абстрактном виде.

## Настольные игры
Игры, основанные на политических выборах или геополитике, существовали задолго до появления персональных компьютеров и их возможности быстрой обработки больши́х объёмов статистических данных. Одной из таких ранних игр является The Game of Politics, созданная Освальдом Лордом (англ. Oswald Lord) в 1935 году, которая оставалась популярной до 1960-х годов. В 1954 году создана настольная игра «Дипломатия», которая, в отличие от других варгеймов, содержит фазу «переговоров». В этой фазе игроки могут договариваться друг с другом, чтобы впоследствии проводить военные операции одновременно. Национальная политика оставалась важной частью настольных игр, что обусловило создание игр, похожих на Die Macher (выпущена в 1986 году), основанной на выборах в Германии, или Wreck the Nation, которая высмеивает политику США времен президентства Джорджа Буша.
После долгих лет существования в форме игры по переписке, «Дипломатия» стала одной из первых игр, использовавших преимущества электронной почты. По состоянию на 2007 год «Дипломатия» остается популярной PBEM-игрой.

## Компьютерные игры
По мере того, как компьютерная техника усложнялась, компьютерные игры в жанре стали переходить от электронной почты к более сложной симуляции. Для многих европейских пользователей первой получившей известность игрой в жанре политических симуляторов является Dictator. Это игра издана в 1983 году компанией dK’Tronics для компьютеров ZX Spectrum. Одной из первых в жанре стала игра Balance of Power, разработанная Крисом Кроуфордом (англ. Chris Crawford) и изданная в 1985 году. В этой игре представлен конфликт на пике холодной войны, для разрешения которого следует использовать политические методы вместо военной силы. В Balance of Power любой вооруженный конфликт между игроком и другой сверхдержавой приводит к ядерной войне, которая является одним из условий поражения.
В игры «эпохи холодной войны» входят также Conflict: Middle East Political Simulator от Virgin Interactive, Crisis in the Kremlin от Spectrum HoloByte и малоизвестная игра Hidden Agenda, вышедшая в 1988 году.
Игра Conflict симулирует гипотетическую ситуацию в 1997 году, где игрок принимает роль израильского премьер-министра и обязан, применяя различные дипломатические и секретные указания, достичь победы над соперничающими народами. Игрок, окруженный враждебными народами, сильно ограничен в военной силе и потому должен придерживаться мирных средств, чтобы удержаться у власти до получения более совершенных вооружений и военной силы.
В игре Crisis in the Kremlin игрок принимает роль протеже одного из следующих советских политиков: Михаил Горбачёв из фракции реформистов, Егор Лигачёв — лидер фракции «твердой линии», и Борис Ельцин — одна из выделявшихся фигур фракции националистов. Игрок может воспользоваться симуляцией для изучения определённых стратегий, которые могли бы либо привести СССР в эпоху роскоши, либо ускорить его распад и интеграцию в новый мировой порядок. В этой игре представлена концепция управления бюджетом, удовлетворенность граждан и фракций, а также множество экономических аспектов и широкий политический спектр.
В Hidden Agenda (1988 года) игрок принимает роль президента государства Химерика (англ. Chimerica) из Центральной Америки, пережившего революцию. Игрок должен жонглировать международными отношениями и потребностями населения страны.
Ранние политические симуляторы преследовали скорее образовательные цели, нежели развлекательные. Так в 1987 году в Университете Кента (англ. Kent State University) была разработана утилита On the Campaign Trail как часть университетской программы политического управления. С помощью этой программы студенты привлекались к принятию решений, касающегося избирательных кампаний в Сенат США с 1970 по 1986 годы.
Игра Power Politics, выпущенная в 1992 году (как и игра President Elect 1981 года) посвящена внутренним политическим кампаниям в США, но не управлению страной после выборов. В 1996 году эта концепция была использована в игре Doonesbury Election Game, разработанной автором Power Politics Рэнди Чейзом (англ. Randy Chase) и изданной Mindscape. В ней игрок проводит политическую кампанию с помощью ряда советников, которые представлены некоторыми персонажами из комикса «Дунсбери». Следующая игра серии была названа Power Politics III и вышла в 2005 году. В 2004 году компания Stardock выпустила игру Political Machine. В ней игрок управляет избирательной кампанией на должность президента США длительностью в 41 неделю, участвуя в разговорных политических шоу и вырабатывая содержание речей. Игра симулирует современные способы проведения опросов, предлагая обратную связь в реальном времени для понимания того, как проведение кампании влияет на результаты опросов. В 2006 году компания TheorySpark выпустила игру President Forever 2008 + Primaries. Игра представляет собой симулятор избирательной кампании, позволяющий игроку реалистично управлять всей кампанией как в части праймериз, так и в части основных выборов. Игра сама по себе представляет продолжение весьма успешного симулятора основных выборов President Forever, вышедшего в 2004 году.
В некоторых играх жанра для возможности повлиять на избирателей имеются функции введения новых политик или изменений бюджета. Одной из таких игр является Democracy, изданная в 2005 году компанией Positech Games. В ней игрок делает в течение каждого хода выбор, какие политики следует поддержать. С завершением хода игрок может видеть как изменяется его рейтинг среди различных типов избирателей. Перед началом избирательной кампании кандидаты могут давать те или иные обещания. В случае, если они не смогут эти обещания выполнить, на следующих выборах поддержка этих кандидатов будет меньше.
Также существуют игры, в которых игрок принимает роль руководителя государства, например, SuperPower и её сиквел SuperPower 2. Целью игр является создание экономической стабильности и процветания, однако игра в целом связана с внешней политикой и набором разных способов взаимодействия с другими странами. В этих играх присутствует большое количество существующих в реальном мире договоров, влияющих на политику разных стран.

## Интернет-игры
Игры, основанные на возможностях интернета, наподобие NationStates, позволяют игроку влиять на принятие каждодневных решений определённого правительства в условиях конкуренции с другими нациями. Игры с менее формализованной структурой могут проводиться на веб-форумах. В них игроки управляют правительствами и народами на основе набора заранее определённых правил. В этих играх проводится несколько раундов симуляции политики выбранной страны в разных исторических периодах. Не все подобные игры имеют масштаб государства. Они могут иметь и международный «охват», тогда как масштаб других может быть государственный или местный. Игроки в подобных играх принимают роль вымышленных политиков и участвуют в дебатах, работе с прессой и в симуляции выборов. Реализм в этих играх крайне высок, поскольку ключевые темы каждого дня обсуждаются и озвучиваются самими игроками и администраторами. При этом администраторы могут произвольно влиять на игровой мир.
В других политических интернет-играх после регистрации игрок подает заявку на одну из вакантных должностей (представитель целой страны или должностное лицо внутри страны, например, политик или генерал армии) и выполняет поставленные перед ним задачи либо посредством издания указов, публикования заявлений в газетах и т. п., либо (что чаще встречается) посредством мастера игры. В этих играх обычно имеется сильный уклон в сторону реализма и кооперации. Примерами подобных игр могут быть United States Government Simulation и Virtual Government Simulation. В этих играх после регистрации игрок создает своего персонажа и занимает место в Конгрессе США вместе с другими игроками. Игрок может создавать проекты законов и высказывать предложения по ним, добиваясь их подписания и включения в действующее законодательство, увеличивать собственное финансирование и финансирование своей политической партии, получать и сохранять руководящие позиции в Конгрессе для себя или своей партии, или баллотироваться на более высокие посты вплоть до поста президента США.

## Симуляция политики в других жанрах
Управление правительством необходимо во многих других симуляторах строительства и управления. Например, в градостроительных симуляторах серии SimCity от компании Maxis происходит симуляция должности мэра города. В SimCity представлено существующее в реальном времени окружение, в котором игрок может выделять зоны для развития города, строить дороги, объекты энергетики и водной инфраструктуры и наблюдать за развитием города, происходящим на основе принятых им решений. Оригинальная версия SimCity была выпущена в 1989 году, а в 2013 году вышла пятая часть серии.
Часто в стратегических играх игрок должен решать проблемы с управлением. В играх жанра 4X необходимо управлять правительством, и это независимо от сеттинга. В решаемые задачи входит, например, строительство инфраструктуры или осуществление торговли. В игре Galactic Civilizations II игроку требуется поддерживать определённый рейтинг одобрения, чтобы его партия оставалась у власти. Иногда внутренняя политика существует в более абстрактной форме, нежели международные конфликты. Например, в играх серии Civilization игрок получает полный контроль над ресурсами, и при этом радикальное переустройство цивилизации выполняется простым действием игрока.
В разных стратегических играх управление правительством используется в разной степени. Так, в играх серии Hearts of Iron (сеттинг — Вторая мировая война) гражданское население представлено в виде факторов партизанства и трудового ресурса. В игре Victoria: An Empire Under the Sun игрок должен не только производить завоевания, но и осуществить вторую промышленную революцию, не взирая на имевшие место реальные политические революции типа революций 1848—1849 годов или коммунистической революции.
Правительства и политика часто представлены в играх жанра квест. В игре A Mind Forever Voyaging в жанре текстового квеста, выпущенной в 1985 году компанией Infocom, игрок получает контроль над разумным компьютером, позволяющим ставить эксперименты над сценариями возможного будущего, основываясь на изменениях решений публичной политики. Журнал Newsweek так прокомментировал игру: «Это не „1984“, но, в каком-то смысле, это даже страшнее».
В вышедшей в 2008 году игре Spore представлен этап «цивилизации», на котором игрок может управлять транспортными средствами и взаимодействовать с другими городами, пока под его влиянием не окажется 12 городов.

## Образование
Помимо развлечения эти игры имеют практическое применение для тренировки и обучения персонала правительств. Созданы тренировочные симуляции для таких задач как управление политикой правоохранительных органов (например, для расового профилирования), симуляция карьеры военного офицера, симуляция действий больничного учреждения в экстренной ситуации и т. п.